# 岳村街道
岳村街道是中华人民共和国河南省焦作市温县下辖的一个街道办事处。

## 行政区划
岳村街道下辖以下村级行政区划单位：
岳村、前秦岭岗村、后秦岭岗村、三家庄村、牛洼村、吕村、韩郭作村、西郭作村、赵郭作村、裴昌庙村、五里远村、边沟村、方头村、杨庄村、西坡村、东坡村、贺村和西关白庄村。